# Wilmar (Arkansas)
Wilmar – miasto w Stanach Zjednoczonych, w stanie Arkansas, w hrabstwie Drew.